# Henricus Lindholm
Henricus Lindholm (tidigare Hangelius och Hangel), döptes 5 juli 1648 i Herrestads socken, död före 6 juni 1694, var en svensk präst.

## Biografi
Lindholm döptes 5 juli 1648 i Herrestads socken. Han var son till bonden Måns Jönsson och Ingärd Henricsdotter. Lindholm började att studera i Linköping och blev hösten 1676 student vid Lunds universitet. 22 februari 1679 blev han student vid Uppsala universitet. Henricus Lindholm blev efter prästvigningen krigspräst och sedan garnisonspredikant i Stade. Efter det blev han slottspredikant vid Halmstads slott. Lindholm utnämndes 22 maj 1694 till kyrkoherde i Örberga församling. Han avled före 6 juni samma år.

### Familj
Lindholm fick tillsammans med sin hustru dottern Anna Brigitta (död 1694).